# Munjul (Pagaden Barat)
Munjul is een bestuurslaag in het regentschap Subang van de provincie West-Java, Indonesië. Munjul telt 2325 inwoners (volkstelling 2010).